# Río Colorado (Río Negro)
Río Colorado é uma cidade da Argentina, localizada na província de Rio Negro.